# Huset Savojen

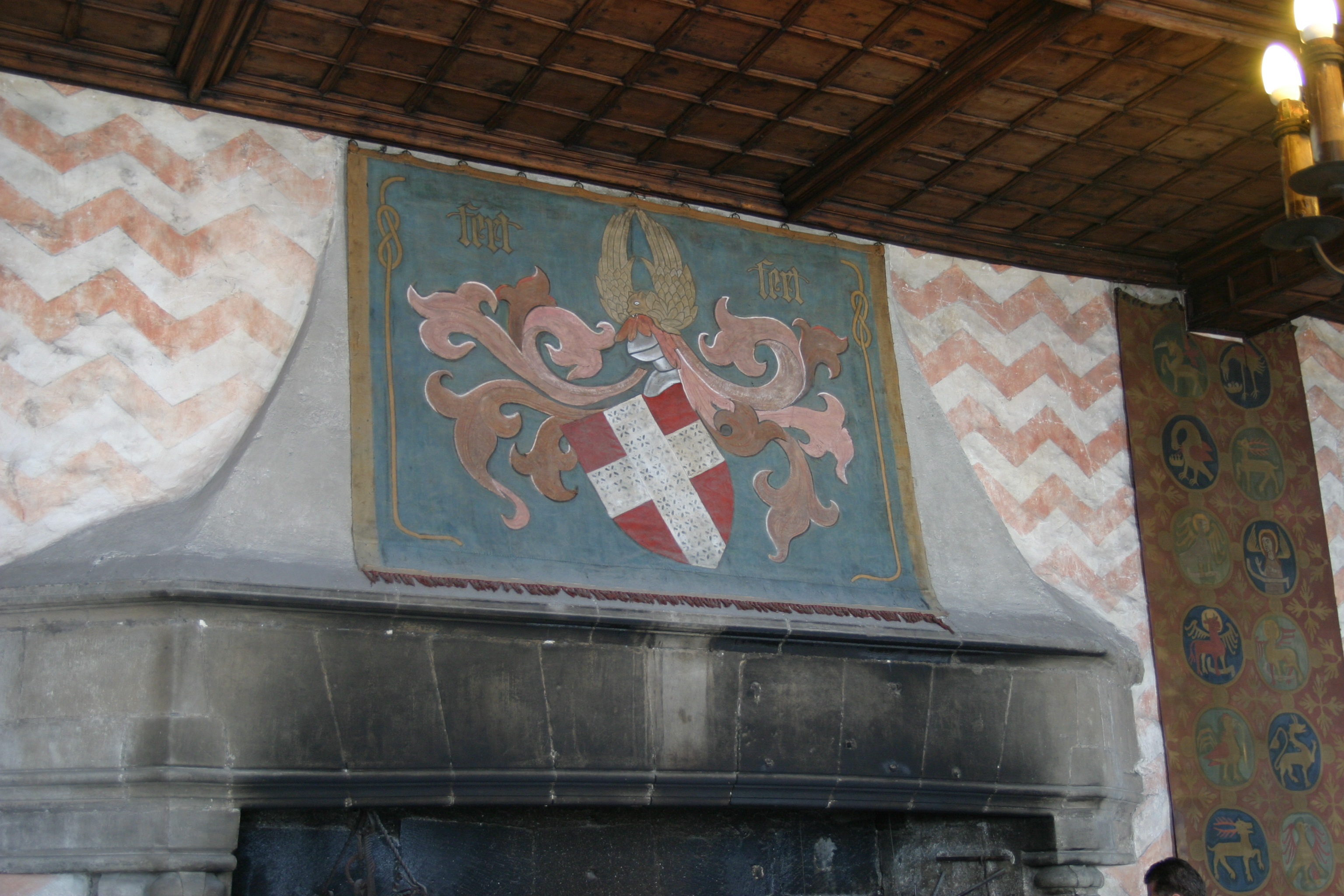
Huset Savojens vapen och valspråk i slottet Chillon i nuvarande Schweiz.

Huset Savojens vapen på den italienska flaggan 1861

Huset Savojen (italienska: Casa Savoia) är ett furstehus som historiskt hade sitt maktområde i Savojen (italienska: Savoia), tidigare en region mellan Piemonte (Italien), Frankrike och det fransktalande Schweiz. De blev på 1700-talet kungar av Sardinien och senare, i samband med Italiens enande, kungar av Italien.
Deras tid som ett regerande kungahus slutade i och med att Italien efter andra världskriget utlyste en folkomröstning om monarkin 1946, i vilket resultatet blev en majoritet som röstade för en republik.
På 1500-talet lät Emanuele Filiberto bygga huset Savojens residens i provinsen Torino, Piemonte; detta blev världsarvslistat 1997.

## Grevar av Savojen
Huvudgren
- Umberto I Biancamano : 1003-1047 eller 1048
- Amedeo I Coda : 1048-1051 eller 1056
- Oddone : 1051 eller 1056 - 1060
- Pietro I : 1060-1078
- Amedeo II : 1060-1080
- Umberto II : 1080-1103
- Amedeo III : 1103-1148
- Umberto III : 1148-1189
- Tommaso I : 1189-1233
- Amedeo IV : 1233-1253
- Bonifacio : 1253-1263
- Tommaso II : 1253-1259
- Pietro II : 1263-1268
- Filippo I : 1268-1285
- Amedeo V : 1285-1323
- Edoardo : 1323 - 1329
- Aimone : 1329-1343
- Amedeo VI : 1343-1383
- Amedeo VII : 1383-1391
- Amedeus VIII : som greve av Savojen 1391-1416

## Hertigar av Savojen
- Amedeus VIII : som hertig av Savojen 1416-1440
- Ludvig I av Savoyen : 1440-1465
- Amadeus IX : 1465-1472
- Filibert I : 1472-1482
- Karl I av Savoyen : 1482-1490
- Karl II av Savoyen : 1490-1496
- Filip II av Savojen : 1496-1497
- Filibert II : 1497-1504
- Karl III av Savoyen : 1504-1553
- Emanuel Filibert av Savoyen : 1553-1580
- Karl Emanuel I av Savoyen : 1580-1630
- Viktor Amadeus I: 1630-1637
- Francesco Giacinto : 1637-1638
- Karl Emanuel II : 1638-1675
- Viktor Amadeus II : 1675 - 1720, 1730-1732, som 1:a kung av Sardinien 1720-1730

## Kungar av Sardinien
- Viktor Amadeus II : 1720-1730
- Karl Emanuel III : 1730-1773
- Viktor Amadeus III : 1773-1796
- Karl Emanuel IV : 1796-1802
- Viktor Emanuel I : 1802-1821
- Karl Felix : 1821-1831

Savojen-Carignano grenen
- Karl Albert : 1831-1849
- Viktor Emanuel II : 1849-1861

## Kungar av Italien
- Viktor Emanuel II, (Vittorio Emanuele II) : 1861-1878[1]
- Umberto I : 1878-1900[1]
- Viktor Emanuel III, (Vittorio Emanuele III) : 1900-1946[1]
- Umberto II : 1946[1]

## Härskare över andra länder
- Kung Amadeus I av Spanien (son till Viktor Emanuel II) : 1871-1873
- (nominellt) Kung Tomislav II av Oberoende staten Kroatien (barnbarn till Amadeus I av Spanien) : 1941-1943

## Nutida personer i Huset Savojen sedan 1946
- Viktor Emanuel, prins av Savojen: (1937–2024), var husets överhuvud från 1983 fram tills sin död.[1][2]
- Emanuele-Filiberto: (född 1973)[1]
- Amadeus, 5:e hertig av Aosta: (1943-2021), son till Tomislav II, ansåg sig själv vara tronpretendent och ättens huvudman pga huvudlinjens (dvs manliga ättlingarna till Umberto II), vad han ansåg var, morganatiska äktenskap.[1]